# Hertogdom Saksen-Lauenburg
Het hertogdom Saksen-Lauenburg (Duits: Herzogtum Sachsen-Lauenburg) of kortweg Lauenburg was van 1296 tot 1876 een hertogdom in het zuidoosten van de huidige Duitse deelstaat Sleeswijk-Holstein.

## Geschiedenis

### Voorgeschiedenis
Het noorden van het latere Lauenburg werd in de 7e/8e eeuw gekoloniseerd door de Polaben, een tot de Slavische Abodriten behorende stam. Karel de Grote kende het gebied in 804 toe aan de Obotriten uit dank voor hun steun tegen de Saksen. Reeds in 810 lijfde hij het echter in bij het Frankische Rijk.
De Saksen veroverden het gebied in 1093 en lijfden het als graafschap Ratzeburg bij hun stamhertogdom Saksen in. Keizer Frederik I Barbarossa verklaarde hertog Hendrik de Leeuw, uit het Huis der Welfen, in 1180 van al zijn lenen vervallen en beleende de Ascaniër Bernhard I van Anhalt met het hertogdom Saksen. Dit vrij onbeduidende hertogdom bestond uit een gebied rond Wittenberg en een gebied rond Lauenburg
Lauenburg kwam in 1203 aan Waldemar II van Denemarken, maar viel in 1227 weer toe aan de Ascaniër Albrecht I. Na zijn dood (1260) regeerden zijn zoons Johan I en Albrecht II gezamenlijk. De eerste stichtte hierbij de linie Saksen-Lauenburg, de laatste Saksen-Wittenberg.

### Saksen-Lauenburg onder de Ascaniërs
Saksen-Lauenburg ontstond als zelfstandig hertogdom in 1296, toen Albrecht II Saksen met zijn drie neven - zoons van Johan I - verdeelde. Hijzelf kreeg Saksen-Wittenberg, de broers Johan II, Erik I en Albrecht III Saksen-Lauenburg. Beide takken bezaten aanvankelijk de keurvorstelijke waardigheid, maar deze viel krachtens de Gouden Bul in 1356 toe aan Wittenberg (Keur-Saksen).
Na het uitsterven van de linie Wittenberg in 1422 trachtte Lauenburg opnieuw de keurvorstelijke waardigheid te verkrijgen. Keizer Sigismund verleende deze in 1428 echter aan Frederik de Strijdbare uit het huis Wettin.
Sinds 1500 behoorde het hertogdom tot de Neder-Saksische Kreits. Hertog Magnus voerde in 1531 de Reformatie in.
Toen met Julius Frans de Lauenburgse Ascaniërs in 1689 in mannelijke lijn uitstierven, brak er een successieconflict uit, hoewel zijn dochters opvolgingsgerechtigd waren. De strijd om het hertogdom die uitbrak tussen de dochters, Keur-Saksen, Brunswijk-Lüneburg, Anhalt, Holstein (Denemarken), Zweden, Mecklenburg en Brandenburg, werd uiteindelijk ten gunste van Brunswijk-Lüneburg beslist. Het bij het hertogdom behorende land Hadeln kwam onder keizerlijk bestuur.

Saksen-Lauenburg; 1: hertogdom Saksen; 2: paltsgraafschap Saksen; 3: graafschap Brehna; 4: aartsmaarschalk (keurwaardigheid)

### Onder de Welfen: Brunswijk en Hannover
Het Welfische Brunswijk-Lüneburg, waarmee Lauenburg sindsdien in personele unie stond, werd in 1692 onder de naam Hannover een keurvorstendom. In 1714 werd keurvorst George I Lodewijk ook koning van Groot-Brittannië.

### Franse tijd
Het keurvorstendom Hannover inclusief Lauenburg werd in 1803 door Franse troepen bezet. In 1805 kwam het door het verdrag van Schönbrunn aan Pruisen, dat het in 1806 in bezit nam. In de Vrede van Tilsit van 1807 moest Pruisen afstand doen van al zijn gebieden ten westen van de Elbe, waarna deze bij het napoleontische koninkrijk Westfalen werden gevoegd. In 1810 stond Westfalen zijn noordelijke gebieden, waaronder Lauenburg af aan het Franse Keizerrijk.

## Hertogen
- Zie lijst van hertogen van Lauenburg.